# Riley Peak
Der Riley Peak ist ein 1280 m hoher Berg im Osten des westantarktischen Ellsworthlands. In den Sweeney Mountains ragt er am südlichen Ende eines Gebirgskamms auf, der sich vom Mount Jenkins über eine Länge von 5 km in südsüdwestlicher Richtung erstreckt.
Das UK Antarctic Place-Names Committee benannte ihn 2009 nach dem Geologen Teal Richard Riley (* 1970) vom British Antarctic Survey, der an der Theorie eines Superkontinentalzyklus gearbeitet hatte.